# Gamla Berget och Korsgården
Gamla Berget och Korsgården – miejscowość (tätort) w Szwecji, w regionie administracyjnym (län) Dalarna, w gminie Falun.
Według danych Szwedzkiego Urzędu Statystycznego liczba ludności wyniosła: 988 (31 grudnia 2015), 903 (31 grudnia 2018) i 922 (31 grudnia 2019).